# Frank Turner

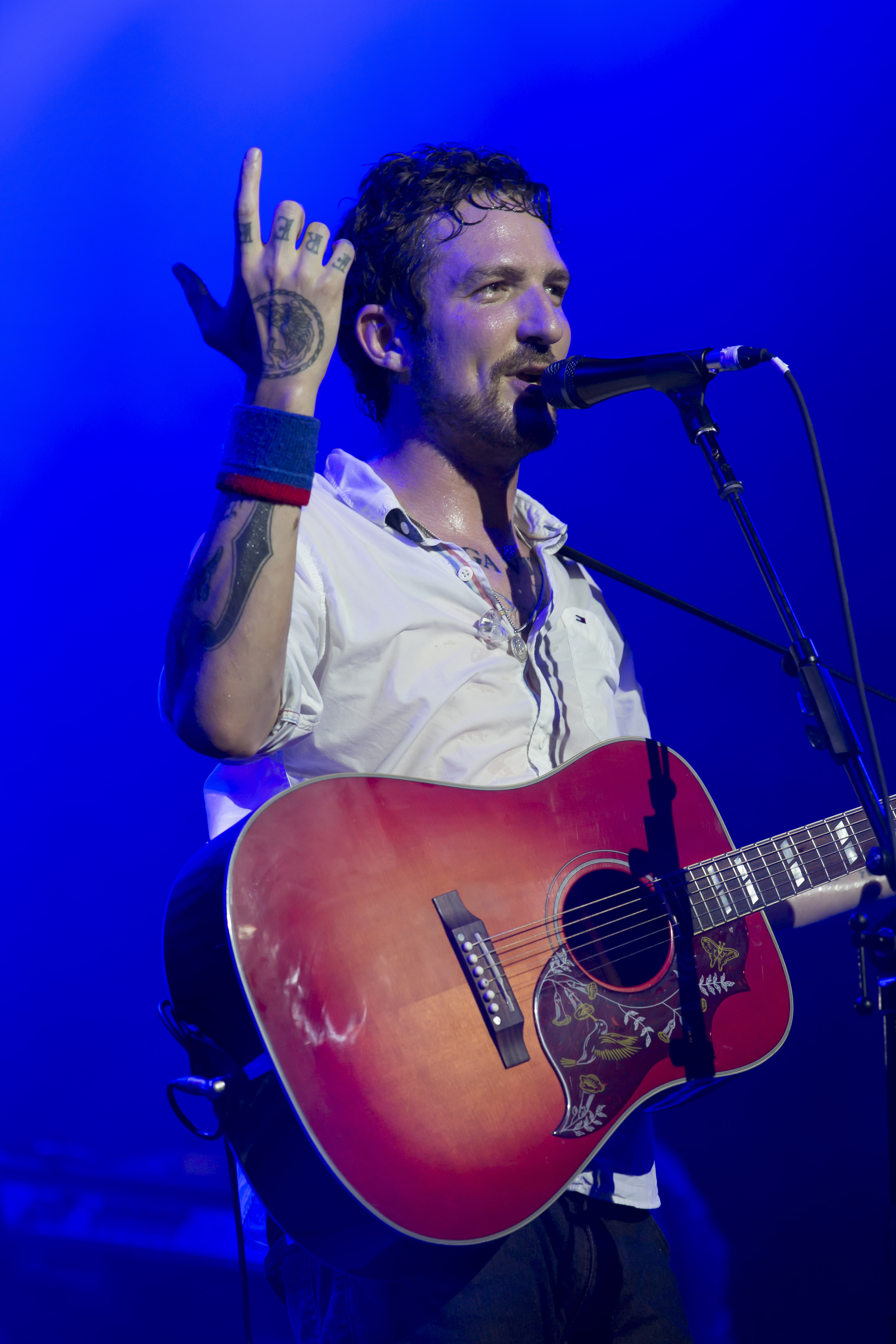
Frank Turner (2015)

Francis Edward „Frank“ Turner (* 28. Dezember 1981 in al-Muharraq, Bahrain) ist ein britischer Musiker.

## Persönlicher Werdegang
Aufgewachsen in Winchester, England, besuchte Turner im Rahmen eines Stipendiums das Eton College. Im Anschluss daran studierte er an der London School of Economics, an der er einen Bachelor-Abschluss in Europäischer Geschichte machte.
Turner heiratete am 7. August 2019 seine langjährige Partnerin Jessica Guise, nachdem sich die beiden im August 2018 verlobt hatten. Guise ist Schauspielerin und Sängerin. Am 17. September 2024 gab Guise auf Instagram die Trennung von Turner bekannt.

## Musikalischer Werdegang

### Kneejerk und Million Dead
Das erste Musikalbum, das Turner besaß, war das Album Killers der Band Iron Maiden. Damit war Metal das erste Musikgenre, das eine große Rolle für ihn spielte. Bis heute ist er ein Fan dieses Genres. Seine musikalische Karriere begann zu Schulzeiten mit der für kurze Zeit bestehenden Band Kneejerk. Die Band veröffentlichte drei Musikträger und spielte einige Konzerte im Vereinigten Königreich. Ihre letzte Aufnahme und einzige Langspielplatte trägt den Titel The Half Life of Kissing und wurde über das DIY-Hardcore-Label Sakari Empire aus Yorkshire veröffentlicht. Im Anschluss daran löste sich die Band auf.
Auf Einladung des ehemaligen Kneejerk-Schlagzeugers Ben Dawson stieß Turner 2001 zur Londoner Post-Hardcore-Band Million Dead hinzu. 2005, vier Jahre und zwei Alben später, löste sich die Band auf, da unüberbrückbare Differenzen innerhalb der Band eine Fortsetzung unmöglich machten.

### Solokarriere
Seit dem Ende der Band im Jahr 2005 ist Turner solo als Singer-Songwriter tätig. Seine Musik zeigt deutliche Einflüsse aus Folk-Rock und Punk. Sein erstes Album Sleep Is for the Week erschien im Januar 2007 im Vereinigten Königreich und wurde in der dortigen Musikpresse überwiegend positiv wahrgenommen. Dessen Nachfolger Love Ire & Song wurde im März 2008 veröffentlicht und erschien im Sommer 2009 als Re-release auch im deutschen Sprachraum. Ersten größeren kommerziellen Erfolg erzielte er mit dem im Dezember 2008 veröffentlichten Album The First Three Years, einer Zusammenstellung der Songs von Singles und EPs aus Turners ersten Solojahren, das Platz 72 in den britischen Albumcharts erreichte.
Auch sein drittes Studioalbum Poetry of the Deed, das im September 2009 veröffentlicht wurde, erreichte die britische Hitparade und konnte dort bis auf Platz 36 vorstoßen. Ende 2010 erschien eine EP mit dem Titel Rock & Roll; im Juni 2011 das Album England Keep My Bones, das Rang 12 der britischen Charts erreichte.
Später im Jahr wurde eine zweite Sammlung von Singles und B-Seiten namens The Second Three Years veröffentlicht. Am 27. Juli 2012 trat Turner mit seiner Band bei der Eröffnungsfeier der Olympischen Sommerspiele 2012 im Olympiastadion London vor circa 80.000 Zuschauern und einem weltweiten TV-Publikum auf. Im April 2013 erschien sein fünftes Studio-Album Tape Deck Heart, welches von Rich Costey produziert und erstmal außerhalb des Vereinigten Königreichs (nämlich in Kalifornien) eingespielt wurde. Das Album stellt bis dato seinen größten kommerziellen Erfolg dar und erreichte neben Platz 2 in Großbritannien auch die Charts in weiteren europäischen Ländern sowie den Vereinigten Staaten.
Am 10. Februar 2017 veröffentlichte Turner eine Live-Version eines bis dahin noch unveröffentlichten Songs namens The Sand In The Gears. Die Aufnahme wurde einen Monat zuvor am 19. Januar 2017 im Fillmore in Silver Spring, Maryland aufgenommen. Es ist Turners erster politischer Song seit mehr als zehn Jahren und kann als Antwort auf die Wahl von Donald Trump als Präsidenten der Vereinigten Staaten von Amerika verstanden werden.
Neun Monate später, am 24. November 2017 erschien mit Songbook eine Art Best-Of-Album, auf dem der Künstler alte Songs mit neuen Arrangements bereits veröffentlichter Stücke zusammenstellte. Der einzige bis dato unveröffentlichte Song auf ebendieser Zusammenstellung ist There She Is.
Am 27. Januar 2018 kündigte Turner an, dass sein siebtes Studioalbum Be More Kind lauten würde und veröffentlichte im gleichen Zuge das Lied 1933. Am 16. März wurde die erste offizielle Single des Albums Blackout veröffentlicht. Be More Kind wurde im Studio Niles City Sound in Fort Worth, Texas aufgenommen und erschien weltweit am 4. Mai 2018. Die 13 Songs seines achten Studio-Albums No Man’s Land (2019) widmete Turner außergewöhnlichen Frauenpersönlichkeiten wie Rosetta Tharpe, Hudā Schaʿrāwī, Mata Hari und Christa McAuliffe. Das Album wurde von der Australierin Catherine Marks produziert.
2024 veröffentlichte Turner den Dokumentarfilm The Work: 50 States in 50, dessen Rohmaterial 2022 während seiner US-Tournee gedreht wurde. Während dieser Tournee spielte er innerhalb von 50 Tagen in allen 50 Bundesstaaten der USA.

### The Sleeping Souls
Für gewöhnlich spielt Turner seine Konzerte mit seiner Band The Sleeping Souls, die aus Ben Lloyd (Gitarre), Matt Nasir (Keyboard, Mandoline), Tarrant Anderson (Bass) sowie Callum Green (Schlagzeug) besteht. Vereinzelt tritt er aber auch solo oder zusammen mit dem Multi-Instrumentalisten Matt Nasir als Duo auf.

### Nebenprojekte
Ein Nebenprojekt von Frank Turner nennt sich „Möngöl Hörde“ – eine Hardcore-Punk-Band bestehend aus Matt Nasir (Gitarre) und Ben Dawson (Schlagzeug). Seit dem Erscheinen des gleichnamigen Studioalbums 2014 tritt die Formation hin und wieder live auf. Auf Wunsch Turners werden das Projekt und das Album nicht werbewirksam vermarktet.
Während des Corona-Lockdowns richtete sich Frank Turner unter anderem ein eigenes Musik-Studio ein, in dem er als Arrangeur sowie Produzent für andere Musiker in Erscheinung tritt.
Aus dieser Zeit stammt auch das Projekt um die Band Heavy Meds, in der Turner als Gitarrist, Background-Sänger sowie als Produzent in Erscheinung tritt. Die Band veröffentlichte im September 2021 die EP Homebody mit vier Stücken.

## Diskografie

### Studioalben
| Jahr | Titel Musiklabel                                                  | Höchstplatzierung, Gesamtwochen, AuszeichnungChartplatzierungen (Jahr, Titel, Musiklabel, Platzierungen, Wochen, Auszeichnungen, Anmerkungen) | Höchstplatzierung, Gesamtwochen, AuszeichnungChartplatzierungen (Jahr, Titel, Musiklabel, Platzierungen, Wochen, Auszeichnungen, Anmerkungen) | Höchstplatzierung, Gesamtwochen, AuszeichnungChartplatzierungen (Jahr, Titel, Musiklabel, Platzierungen, Wochen, Auszeichnungen, Anmerkungen) | Höchstplatzierung, Gesamtwochen, AuszeichnungChartplatzierungen (Jahr, Titel, Musiklabel, Platzierungen, Wochen, Auszeichnungen, Anmerkungen) | Höchstplatzierung, Gesamtwochen, AuszeichnungChartplatzierungen (Jahr, Titel, Musiklabel, Platzierungen, Wochen, Auszeichnungen, Anmerkungen) | Anmerkungen                                                |
| Jahr | Titel Musiklabel                                                  | DE | AT | CH | UK | US | Anmerkungen                                                |
| ---- | ----------------------------------------------------------------- | --- | --- | --- | --- | --- | ---------------------------------------------------------- |
| 2007 | Sleep Is for the Week Xtra Mile                                   | — | — | — | — | — | Erstveröffentlichung: 15. Januar 2007                      |
| 2009 | Poetry of the Deed Xtra Mile / Epitaph Records                    | — | — | — | UK36 Silber · (1 Wo.)UK | — | Erstveröffentlichung: 7. September 2009 Verkäufe: + 60.000 |
| 2011 | England Keep My Bones Xtra Mile / Epitaph Records                 | — | — | — | UK12 Gold · (10 Wo.)UK | US143 (1 Wo.)US | Erstveröffentlichung: 6. Juni 2011 Verkäufe: + 100.000     |
| 2013 | Tape Deck Heart Xtra Mile / Interscope Records                    | DE21 (3 Wo.)DE | AT34 (1 Wo.)AT | CH79 (1 Wo.)CH | UK2 Gold · (17 Wo.)UK | US52 (1 Wo.)US | Erstveröffentlichung: 22. April 2013 Verkäufe: + 100.000   |
| 2015 | Positive Songs for Negative People Xtra Mile / Interscope Records | DE7 (4 Wo.)DE | AT21 (1 Wo.)AT | CH11 (3 Wo.)CH | UK2 Silber · (5 Wo.)UK | US69 (1 Wo.)US | Erstveröffentlichung: 7. August 2015 Verkäufe: + 60.000    |
| 2018 | Be More Kind Xtra Mile / Interscope Records                       | DE12 (3 Wo.)DE | AT19 (1 Wo.)AT | CH25 (1 Wo.)CH | UK3 (2 Wo.)UK | US95 (1 Wo.)US | Erstveröffentlichung: 4. Mai 2018                          |
| 2019 | No Man’s Land Xtra Mile / Interscope Records                      | DE22 (1 Wo.)DE | AT49 (1 Wo.)AT | CH61 (1 Wo.)CH | UK3 (1 Wo.)UK | — | Erstveröffentlichung: 16. August 2019                      |
| 2020 | West Coast vs. Wessex Fat Wreck Chords                            | DE42 (1 Wo.)DE | — | CH38 (1 Wo.)CH | — | — | Erstveröffentlichung: 31. Juli 2020 mit NOFX               |
| 2022 | FTHC Xtra Mile / Polydor                                          | DE9 (2 Wo.)DE | — | CH84 (2 Wo.)CH | UK1 (2 Wo.)UK | — | Erstveröffentlichung: 11. Februar 2022                     |
| 2024 | Undefeated Xtra Mile / Polydor                                    | DE6 (1 Wo.)DE | AT68 (1 Wo.)AT | — | UK3 (1 Wo.)UK | — | Erstveröffentlichung: 3. Mai 2024                          |

### Livealben
- 2010: Live at iTunes Festival London 2010
- 2020: Live in Newcastle 2020

### Kompilationen
| Jahr | Titel Musiklabel                                  | Höchstplatzierung, Gesamtwochen, AuszeichnungChartplatzierungen (Jahr, Titel, Musiklabel, Platzierungen, Wochen, Auszeichnungen, Anmerkungen) | Höchstplatzierung, Gesamtwochen, AuszeichnungChartplatzierungen (Jahr, Titel, Musiklabel, Platzierungen, Wochen, Auszeichnungen, Anmerkungen) | Höchstplatzierung, Gesamtwochen, AuszeichnungChartplatzierungen (Jahr, Titel, Musiklabel, Platzierungen, Wochen, Auszeichnungen, Anmerkungen) | Höchstplatzierung, Gesamtwochen, AuszeichnungChartplatzierungen (Jahr, Titel, Musiklabel, Platzierungen, Wochen, Auszeichnungen, Anmerkungen) | Höchstplatzierung, Gesamtwochen, AuszeichnungChartplatzierungen (Jahr, Titel, Musiklabel, Platzierungen, Wochen, Auszeichnungen, Anmerkungen) | Anmerkungen                                                |
| Jahr | Titel Musiklabel                                  | DE | AT | CH | UK | US | Anmerkungen                                                |
| ---- | ------------------------------------------------- | --- | --- | --- | --- | --- | ---------------------------------------------------------- |
| 2008 | Love Ire & Song – The First Three Years Xtra Mile | — | — | — | UK72 Gold · (1 Wo.)UK | — | Erstveröffentlichung: 30. März 2008 Verkäufe: + 100.000    |
| 2014 | The Third Three Years Xtra Mile                   | — | — | — | UK67 (1 Wo.)UK | — | Erstveröffentlichung: 24. November 2014                    |
| 2017 | Songbook Xtra Mile                                | — | — | — | UK36 Silber · (1 Wo.)UK | — | Erstveröffentlichung: 24. November 2017 Verkäufe: + 60.000 |

Weitere Kompilationen
- 2011: The Second Three Years
- 2012: Last Minutes and Lost Evenings
- 2015: Ten for Ten

### EPs
- 2006: Campfire Punkrock
- 2007: The Real Damage
- 2010: Buddies (mit Jon Snodgrass)
- 2010: Rock & Roll
- 2013: Losing Days
- 2014: Polaroid Picture
- 2016: Mittens
- 2019: Don’t Worry

### Singles
| Jahr | Titel Album                           | Höchstplatzierung, Gesamtwochen, AuszeichnungChartsChartplatzierungen (Jahr, Titel, Album, Platzierungen, Wochen, Auszeichnungen, Anmerkungen) | Anmerkungen                             |
| Jahr | Titel Album                           | UK | Anmerkungen                             |
| ---- | ------------------------------------- | --- | --------------------------------------- |
| 2008 | Long Live the Queen Love Ire & Song   | UK65 (2 Wo.)UK | Erstveröffentlichung: 19. Oktober 2008  |
| 2009 | The Road Poetry of the Deed           | UK62 (1 Wo.)UK | Erstveröffentlichung: 7. September 2009 |
| 2010 | I Still Believe England Keep My Bones | UK40 (3 Wo.)UK | Erstveröffentlichung: 28. Oktober 2010  |
| 2013 | Recovery Tape Deck Heart              | UK75 (2 Wo.)UK | Erstveröffentlichung: 4. März 2013      |
| 2013 | The Way I Tend to Be Tape Deck Heart  | UK57 (3 Wo.)UK | Erstveröffentlichung: 6. Juni 2013      |

Weitere Singles
- 2006: Vital Signs
- 2008: Photosynthesis
- 2008: Reasons Not to Be an Idiot
- 2009: Poetry of the Deed
- 2010: Isabel
- 2010: Try This at Home
- 2011: Peggy Sang the Blues
- 2011: If Ever I Stray
- 2011: Wessex Boy
- 2013: Losing Days
- 2013: Oh Brother
- 2014: Polaroid Picture
- 2015: Get Better
- 2015: The Next Storm
- 2016: Mittens
- 2017: There She Is
- 2018: 1933
- 2018: Blackout
- 2018: Brave Face

Gastbeiträge
- 2007: Steve McQueen (The Automatic feat. Frank Turner)
- 2007: Deadly Lethal Ninja Assassin (Reuben feat. Frank Turner)
- 2009: Larkin About (Amongst the Pigeons feat. Frank Turner)
- 2010: You Stay, I Go, No Following (Look Mexico feat. Frank Turner)
- 2010: Carnivalesque (The Dawn Chorus feat. Frank Turner)
- 2012: Fields of June (Emily Barker & The Red Clay Halo feat. Frank Turner)
- 2012: So Long (Donots feat. Frank Turner)
- 2014: Home (John Allen feat. Frank Turner)
- 2016: Greedy Bones (Ducking Punches feat. Frank Turner)
- 2016: Spread Your Wings and Soar (Koo Koo Kanga Roo feat. Frank Turner)
- 2017: Julie (Levellers feat. Frank Turner)
- 2019: Let ’em go (The Wildhearts feat. Frank Turner)
- 2020: Say Anything (Nathan Gray feat. Frank Turner)
- 2021: Start Again (The Lottery Winners feat. Frank Turner)

### Videoalben
- 2008: All About the Destination
- 2010: Take to the Road
- 2012: Live From Wembley
- 2016: Get Better
- 2019: Show 2000